# Indirana

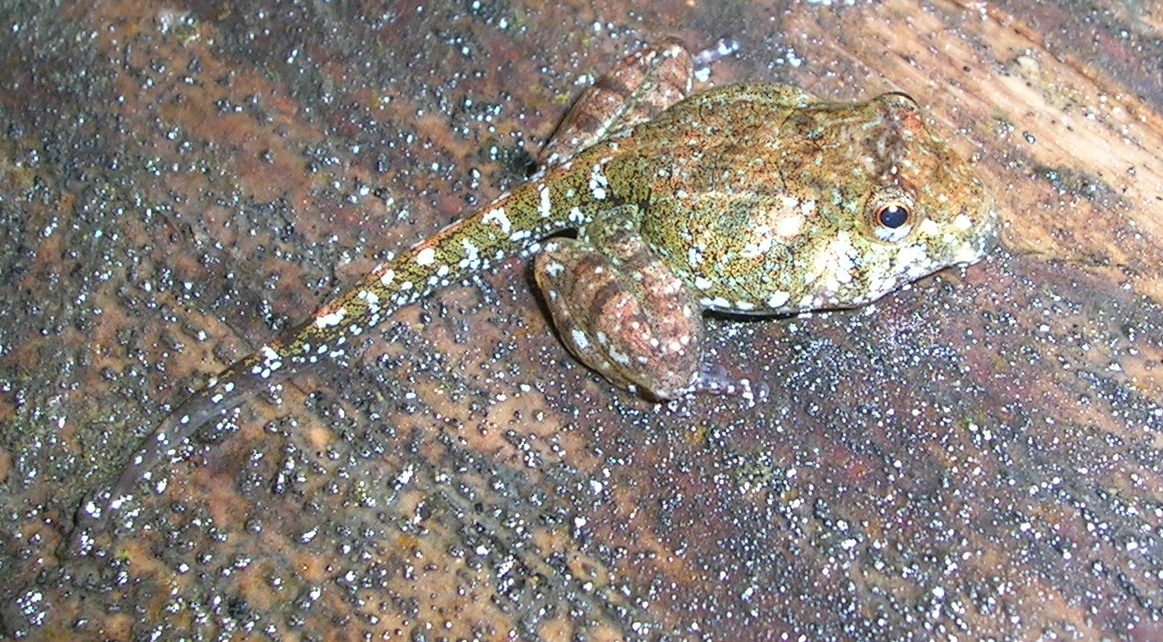
Kijanka przedstawiciela rodzaju, prawdopodobnie I. semipalmata

Indirana – rodzaj płazów bezogonowych z rodziny Ranixalidae.

## Zasięg występowania
Rodzaj obejmuje gatunki występujące endemicznie w środkowych i południowych Indiach.

## Charakterystyka
Płazy z tego rodzaju mają małe i smukłe ciała. Dorosłe żaby zasiedlają ściółkę i pobliża strumieni.

## Systematyka

### Etymologia
- Indirana: łac. India „Indie”; rana „żaba”[2].
- Ranixalus: zbitka wyrazowa nazw rodzajów: Rana Linnaeus, 1758 oraz Ixalus[a] A.M.C. Duméril & Bibron, 1841[3]. Gatunek typowy: Ranixalus gundia Dubois, 1986.

### Taksonomia
Rodzaj Indirana został wprowadzony w 1986 roku przez Raymonda Ferdinanda Laurenta, ustanawiając jego gatunkiem typowym opisanego w 1867 roku przez Alberta Günthera Polypedates beddomii. Tradycyjnie rodzaj ten umieszczony został wśród żabowatych (Ranidae), w podrodzinie Ranixalinae, wprowadzonej przez Dubois w 1987 roku. Znajdował się w niej wraz z rodzajami Nannophrys i Nyctibatrachus. W 2006 roku Frost i współpracownicy umieścili go w rodzinie Petropedetidae. Ostatecznie w 2011 roku Pyron i Wiens przeprowadzili badania filogenetyczne, z których wynikło iż Indirana są bliżej spokrewnione z Dicroglossidae niż z Petropedetidae. Umieścili więc ten rodzaj w rodzinie Ranixalidae.

### Podział systematyczny
Do rodzaju należą następujące gatunki:
- Indirana beddomii (Günther, 1876)
- Indirana bhadrai Garg & Biju, 2016
- Indirana brachytarsus (Günther, 1876)
- Indirana chiravasi Padhye, Modak & Dahanukar, 2014
- Indirana duboisi Dahanukar, Modak, Krutha, Nameer, Padhye & Molur, 2016
- Indirana gundia (Dubois, 1986)
- Indirana leithii (Boulenger, 1888)
- Indirana longicrus (Rao, 1937)
- Indirana paramakri Garg & Biju, 2016
- Indirana salelkari Modak, Dahanukar, Gosavi & Padhye, 2015
- Indirana sarojamma Dahanukar, Modak, Krutha, Nameer, Padhye & Molur, 2016
- Indirana semipalmata (Boulenger, 1882)
- Indirana tysoni Dahanukar, Modak, Krutha, Nameer, Padhye & Molur, 2016
- Indirana yadera Dahanukar, Modak, Krutha, Nameer, Padhye & Molur, 2016